# Йомфруланд
Йомфруланд (норв. Jomfruland) — невеликий витягнутий острів в Норвегії неподалік міста Краґере у фюльке Вестфолл-ог-Телемарк. Довжина острова становить 7,5 км, а ширина в найширшому місці — 1 км. Йомфруланд відділяє численні острови Крагере від затоки Скагеррака. Приблизно посередині острова стоять два білих маяки, при чому новіший з них перебуває в експлуатації. Маяки видно з усіх боків і є туристичною візитівкою острова та Краґере.
Йомфруланд є важливим орнітологічним заказником, на острові спостерігалося понад 300 видів. На острові діє орнітологічна станція.

## Назва
Назва острова з норвезької перекладається як «незаймана земля», ймовірно, на честь Пресвятої Діви Марії. Ця назва вперше згадується у 1520 році. Назва острова у Середні віки була Аур (від скандинавської aurr «гравій, галька»), оскільки весь острів — морена, утворена під час льодовикового періоду.